# Dynamická stereochemie
Dynamická stereochemie je odvětví zkoumající vliv stereochemie na chemické reakce. Stereochemie se zapojuje do stereospecificity, stereoselektivity a racemizací.